# بیمارستان رسول اکرم
بیمارستان رسول اکرم بزرگترین مجموعه آموزشی بهداشتی درمانی غرب تهران است که حدود ۷۰۰ تخت برای بیماران در خود جای داده؛ این بیمارستان زیر مجموعهٔ مراکز آموزشی دانشگاه علوم پزشکی ایران است.

## تاریخچه
این بیمارستان در سال ۱۳۴۳ در زمینی که وقف مهدی باتمان قلیچ بود احداث شد؛ بخش آموزش بیمارستان از ابتدای شروع بهره‌برداری از بیمارستان فعال بود؛ و با جدا شدن آموزش علوم پزشکی از وزارت علوم زیر مجموعه دانشگاه علوم پزشکی ایران شد. تا سال ۱۳۷۱ سه ساختمان حضرت امیرالمؤمنین و سیدالشهدا و حضرت محمد در بیمارستان ساخته شد؛ و به مجتمع رسول اکرم تبدیل شد. این مجموعه بهداشتی درمانی آموزشی هم‌اکنون یکی از مراکز آموزشی دانشگاه علوم پزشکی ایران است.

## امکانات و منابع و خدمات بیمارستان
از امکانات فیزیکی بیمارستان رسول اکرم می‌توان به ۱۷ بخش پاراکلینیک و ۵۵ درمانگاه تخصصی و ۲۹ بخش بستری به همراه ۷۰۰ تحت درمانی اشاره کرد. از لحاظ طیف خدمات درمانی و تنوع کلینیک‌ها، شاید بتوان گفت که رسول اکرم جامع‌ترین مجتمع درمانی کشور محسوب می‌شود.
در بخش آموزش و درمان هم ۱۸۰ عضو هیئت علمی و ۴۰ دستیار فلوشیپ و ۳۷۰ دستیار پزشکی به همراه ۱۲۰۰ پرستار مشغول به کار هستند.
این بیمارستان بیشترین تعداد مصدومان حوادث را از طریق اورژانس پذیرش می‌کند به طوری که در ماه بیش از ۳۸۰۰ مریض اورژانس پذیرش می‌کند؛ و به عنوان اولین مرکز تخصصی اورژانس شناخته می‌شود.